# Wladimiro Panizza
Wladimiro Panizza, nacido el 5 de junio de 1945 en Fagnano Olona y fallecido el 21 de junio de 2002 en Cassano Magnago, fue un ciclista profesional italiano desde 1967 a 1985. Tiene el récord de participaciones en el Giro de Italia con 18 participaciones, terminando la prueba 16 veces, donde nueve fueron entre los diez primeros de la general.

## Palmarés
| 1967 - GP Montelupo 1970 - Gran Premio de Monaco 1973 - Giro de la Romagna - Giro de Reggio Calabria - 1 etapa de la Volta a Cataluña 1974 - 1 etapa del Tour de Romandía 1975 - Milán-Turín - 1 etapa del Giro de Italia 1976 - 1 etapa del Tour de Francia - 1 etapa del Giro de Cerdeña - 3º en el Campeonato de Italia en Ruta | 1977 - Gran Premio de Midi Libre 1978 - 1 etapa del Giro de Italia 1979 - 1 etapa de la Tirreno-Adriático 1980 - Vuelta al Etna - 1 etapa del Tour de Romandía - 2.º en el Giro de Italia 1981 - Giro del Friuli - 2.º en el Campeonato de Italia en Ruta 1982 - Vuelta al Etna |

## Resultados en las grandes vueltas
| Carrera         | 1967 | 1968 | 1969 | 1970 | 1971 | 1972 | 1973 | 1974 | 1975 | 1976 | 1977 | 1978 | 1979 | 1980 | 1981 | 1982 | 1983 | 1984 | 1985 |
| --------------- | ---- | ---- | ---- | ---- | ---- | ---- | ---- | ---- | ---- | ---- | ---- | ---- | ---- | ---- | ---- | ---- | ---- | ---- | ---- |
| Giro de Italia  | 22º  | -    | 16º  | Ab.  | 9º   | 5º   | 6º   | 12º  | 6º   | 6º   | 5º   | 4º   | 13º  | 2º   | Ab.  | 20º  | 10º  | 11º  | 28º  |
| Tour de Francia | -    | -    | 14º  | 18º  | -    | -    | -    | 4º   | -    | 13º  | -    | -    | -    | -    | -    | -    | -    | -    | -    |
| Vuelta a España | Ab.  | -    | -    | -    | -    | -    | -    | -    | -    | -    | -    | -    | -    | -    | -    | -    | -    | -    | -    |
| Mundial en Ruta | -    | -    | -    | -    | -    | 11º  | -    | -    | -    | -    | -    | -    | -    | 4º   | 29º  | -    | -    | -    | -    |